# Rock the Rebel/Metal the Devil
Rock the Rebel/Metal the Devil è il secondo album dei Volbeat pubblicato nel febbraio 2007.
Il 14 giugno 2007 l'album si è aggiudicato il disco d'oro in Danimarca per aver venduto più di 20 000 copie, e l'8 novembre dello stesso anno è stata la volta del primo disco di platino, sempre in Danimarca, per aver oltrepassato la soglia delle 30 000 copie vendute.

## Tracce
1. The Human Instrument - 4:29
2. Mr. & Mrs. Ness - 3:47
3. The Garden's Tale - 4:51
4. Devil or the Blue Cat's Song - 3:51
5. Sad Man's Tongue - 3:05
6. River Queen - 3:41
7. Radio Girl - 3:45
8. A Moment Forever - 3:42
9. Soulweeper #2 - 4:02
10. You or Them - 4:11
11. Boa [JDM] - 3:35

## Formazione
- Michael Poulsen - voce, chitarra
- Thomas Bredahl - chitarra
- Anders Kjølholm - basso
- Jon Larsen - batteria

### Ospiti
- Anders Pedersen, lapsteel su "The Human Instrument" e "Garden's Tale".
- Ron Sinclair, banjo su "Sad Man's Tongue".
- Martin Paggaard Wolff, chitarra acustica su "Sad Man's Tongue".
- Johan Olsen, seconda voce su "Garden's Tale".
- Jacob Hansen, seconda voce su "River Queen" e "Soulweeper #2".